# Захарівка (Червенський район)
Захарівка (біл. вёска Захаровка) — село в складі Червенського району Мінської області, Білорусь. Село підпорядковане Червенській сільській раді, розташоване в центральній частині області.